# Västergötland
Västergötland is een zogenoemd landschap in het Zuid-Zweedse landsdeel Götaland. Het grenst in het noorden aan Värmland en Närke, het oosten aan Östergötland en Småland, in het zuiden aan Halland en in het westen aan Bohuslän, Dalsland en het Kattegat. Västergötland is 16.676 km² groot, heeft ongeveer 1.198.806 inwoners (2004) en behoort grotendeels tot de provincie Västra Götalands län.

## Bestuur
De Zweedse landschappen hebben geen bestuurlijke functie. Van de 16de eeuw tot en met 1998 bestond Västergötland uit de provincies Skaraborgs län, Älvsborgs län en een klein deel van Göteborgs och Bohus län. In 1999 werden de provincie Västra Götalands län opgericht, het grootste deel van Västergötland ligt in deze provincie. Uitzonderingen hier op zijn de gemeente Habo en Mullsjö die wel tot Västergötland behoren, maar in de provincie Jönköpings län liggen, ook liggen er kleine delen van Västergötland in de provincie Hallands län en Örebro län.

### Bevolking
In 2004 had Västergötland een inwoneraantal van 1.198.806, die als volgt over de verschillende provincies waren verdeeld:
| Provincie            | Inwoneraantal |
| -------------------- | ------------- |
| Västra Götalands län | 1.178.279     |
| Jönköpings län       | 16.697        |
| Hallands län         | 2.123         |
| Örebro län           | 1.707         |

## Geografie

Het wapen van Daniel Hertog van Västergötland. De leeuw "van het een in het ander" in sinister en goud in het derde kwartier is het wapen van Västergötland

De zuidelijke en oostelijke gebieden van Västergötland zijn heuvelachtig en behoren tot het Zuid-Zweedse hoogland. Het hoogste punt van Västergötland heet Galtåsen en ligt op 362 meter boven de zeespiegel. Het noordelijke en westelijke deel van het landschap zijn grotendeels vlak en behoren tot de Centraal-Zweedse vlakte. Het gedeelte van de vlakte wat in Västergötland ligt heet Västgöta-slätte.
Västergötland heeft een kleine kuststrook met het Kattegat. Voor deze kust ligt echter een groot aantal eilanden, het zuidelijke deel van de scherenkust van Göteborg behoort namelijk tot Västergötland.
In het noordwesten grenst Västergötland aan het Vänermeer, het grootste meer van Zweden. In het noordoosten grenst Västergötland aan het Vättermeer, het op een na grootste meer van Zweden. De grens met het Vänermeer is 330 kilometer lang en de grens met het Vättermeer is 130 kilometer lang. Door Västergötland loopt de rivier de Göta älv. Deze rivier loopt uit het Vänermeer en mondt uit in het Kattegat.
De gemiddelde jaarlijkse regenval in Västergötland is 900 mm in het kustgebied en 600 mm op de vlaktes. De gemiddelde temperatuur is -1 °C in januari en 15 °C in juli.
De hertogelijke titel van Västergötland is een van de dynastieke titels van het Zweedse koningshuis. Het Hertogdom Västergötland kan door de Zweedse koning worden gebruikt om aan zijn familieleden te verlenen. Op 19 juni 2010 werd de schoonzoon van de Zweedse monarch, echtgenoot van de Zweedse kroonprinses Victoria, Olof Daniel (Daniel) Westling Hertog van Västergötland in navolging van zijn vrouw die al hertogin van Västergötland was.